# Crateroscelis
Genre
Crateroscelis est un genre d'oiseaux de la famille des Acanthizidae.

## Liste des espèces
Selon la classification de référence du Congrès ornithologique international (version 8.1, 2018):
- Crateroscelis murina (Sclater, PL, 1858)
  - Crateroscelis murina capitalis Stresemann & Paludan, 1932
  - Crateroscelis murina monacha (Gray, GR, 1858)
  - Crateroscelis murina murina (Sclater, PL, 1858)
  - Crateroscelis murina pallida Rand, 1938
- Crateroscelis nigrorufa (Salvadori, 1894)
  - Crateroscelis nigrorufa nigrorufa (Salvadori, 1894)
- Crateroscelis robusta (De Vis, 1898)
  - Crateroscelis robusta bastille Diamond, 1969
  - Crateroscelis robusta deficiens Hartert, 1930
  - Crateroscelis robusta diamondi Beehler & Prawiradilaga, 2010
  - Crateroscelis robusta peninsularis Hartert, 1930
  - Crateroscelis robusta robusta (De Vis, 1898)
  - Crateroscelis robusta sanfordi Hartert, 1930